# آسیاب قلعه نو
آسیاب قلعه نو مربوط به دوره پهلوی است و در شهرستان ممسنی، بخش مرکزی، دهستان فهلیان، ۱ کیلومتری جنوب شرق روستای سروان واقع شده و این اثر در تاریخ ۲۶ اسفند ۱۳۸۶ با شمارهٔ ثبت ۲۱۸۸۸ به‌عنوان یکی از آثار ملی ایران به ثبت رسیده است.